# 莫里奥里人种族灭绝

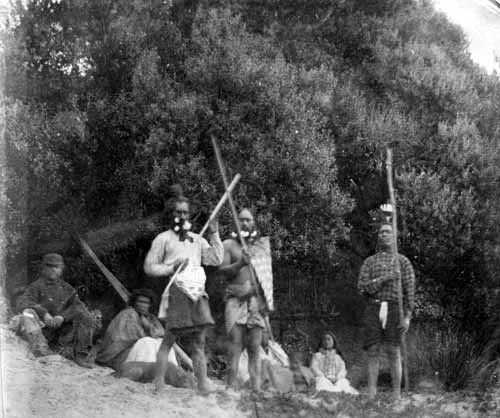
19世紀末的莫里奧里人

莫里奥里人种族灭绝是指1835年至1863年间新西兰的兩個部落对查塔姆群岛上的土著民族莫里奧里人實施的種族滅絕。入侵者屠杀了约300名莫里奥里人，剩余的人口成為了入侵者的奴隸， 1835年時，莫里奧里人人口還有1,700人。1870年時，莫里奧里人人口仅剩100人。 